# Vrietorn
Vrietorn (Rhamnus cathartica) eller Korsved er en op til 10 m høj busk eller træ, der vokser i skovbryn og på overdrev. Hele planten er giftig. Den er mellemvært for Havrens Sortrust. Velegnet til skovbryn og vildtplantninger.

## Beskrivelse
Vrietorn er en stor, løvfældende busk eller et lille træ. Den har først en opret vækst, men senere bliver den overhængende. Hvert skud ender i en aborteret gren, som bliver til en torn. Bladene er ovale og rundtakkede med buede nerver. Oversiden er kraftigt mørkegrøn. Blomsterne er grønne og ses ikke. Den blomstrer i juni, og da planten er særbo, sidder de hanlige blomster samlet på rent hanlige individer og modsat de hunlige. Frugterne er sorte stenfrugter med én kerne.
Rodnettet består af grove, dybtgående hovedrødder og fine, højtliggende siderødder.
Højde x bredde og årlig tilvækst: 8 x 5 m (40 x 25 cm/år).

## Hjemsted
Planten hører hjemme på leret, mineralrig bund med konstant fugtighed. Tornene og dens giftighed gør, at kreaturer ikke gerne æder den. Derfor findes den ofte på steder som overdrev og skovbryn, hvor dyrenes gnaven har fjernet mere kraftigtvoksende, men spiselige konkurrenter.
I Danmark findes den hist og her på Øerne og i Østjylland i skovbryn, krat og på overdrev.

## Anvendelse
Planten har ikke træk, der gør den egnet som haveplante. Hvis man skulle have lyst, er de udenlandske arter, og især Kaukasisk Korsved meget smuk i løvet. Vrietorn tåler både vind og skygge, men jordbunden må ikke være for næringsfattig og tør. Trives godt i strandkrat og på kalkrig jord. I øvrigt kan den danske art kræves fjernet, da den er mellemvært for Havrens Sortrust. Velegnet til skovbryn og vildtplantninger.